# Пергамент

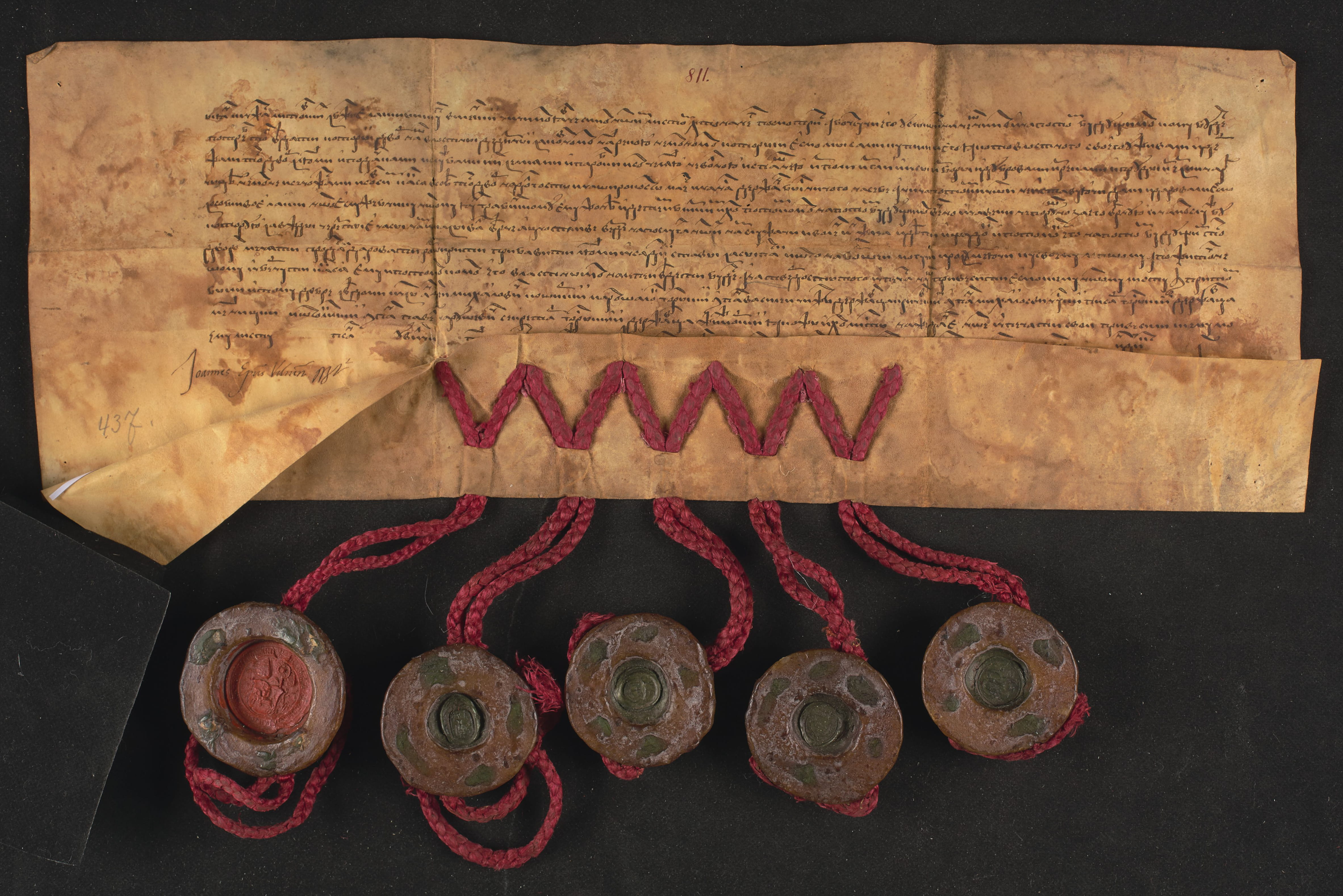
Пергамент в бібліотеці князів Чарторийських у Кракові, 1534

Перга́мент, рідше перга́мен (нім. Pergament, від грец. Πέργαμον — назви міста Пергам у Малій Азії, де в ІІ столітті до н. е. широко застосовувався пергамент) — матеріал для письма з недубленої шкіри тварин (до винаходу паперу). Також пергаментом називають стародавній рукопис на такому матеріалі.

## Походження назви
Походить від назви міста Пергам, де вперше почали виготовляти пергамент як матеріал для письма із недубленої шкіри тварин.

## Історія
Папірус вже в II столітті до нашої ери почали замінювати пергаментом. Сирійський цар Євмен Другий вирішив створити в своїй столиці Пергамі велику бібліотеку і з цією метою мав намір закупити в Єгипті папірус. Але єгипетський фараон Птоломей, побоюючись, що Пергамська бібліотека затьмарить світову славу Александрійської бібліотеки, заборонив вивозити до Сирії папірус. Тоді в Пергамі стали писати книги на вичиненій шкірі телят і молодих овець. Ця шкіра, що володіє великою міцністю, і стала називатися пергаментом.

## Виготовлення

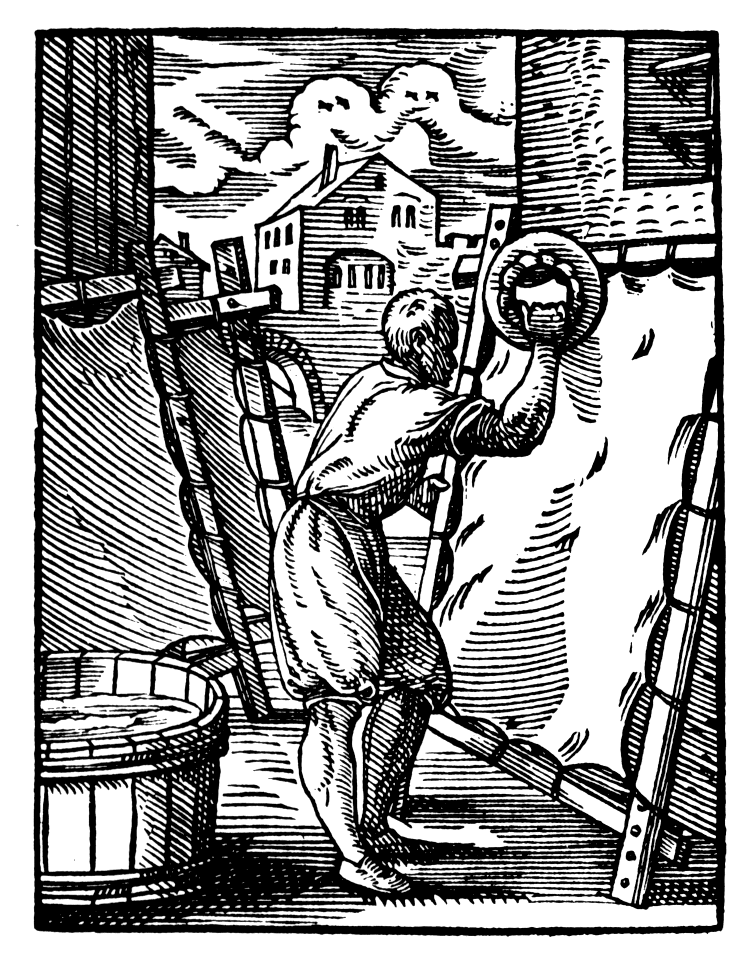
Німецький виробник пергаменту, 1568

У часи Середньовіччя було, залежно від сорту два види пергаменту — звичайний (пергамент) і вищий сорт (велень). Пергамент виготовлявся з шкіри овець, телят, кіз. Для велені використовували шкіри новонароджених, мертвонароджених і ненароджених ягнят і телят. Велень відрізнялася особливою тонкістю й білизною.
Шкіра, з якої виготовлявся пергамент, спочатку промивалася від крові й бруду. Після цього шкіру декілька днів вимочували у вапняному розчині для видалення шерсті. Шкіру без шерсті натягували на дерев'яні рами й міздрили — очищали за допомогою напівкруглих ножів від м'яса та жиру. В результаті залишався внутрішній, найміцніший шар — дерма. Згодом шкіра шліфувалася й вигладжувалася пемзою і сушилася на рамі. Для повного видалення жиру у пергамент втирали крейдовий порошок або суміші на основі кальцію. При цьому він ставав світлим і мав однорідній колір.
Для отримання аркушів білого кольору втирали пасту на основі вапняку, борошна, білків, молока. Пергамент могли розфарбовувати в різні кольори. Для напису золотом або сріблом брали пергамент фіолетового, пурпурового або чорного кольору.
Для письма на пергаменті звичайні чорнила на сажі не підходили, бо змивалися. Використовували залізо-галові чорнила (на основі «чорнильних горішків», дубових галів) на основі дубильних речовин і залізного купоросу, які так трималися в шкірі, що їх можна було стерти тільки механічним способом (зішкрябуванням).
В часи Середньовіччя в Європі пергамент був дуже дорогий. Одне пергаментне видання потребувало шкіру 25–30 овець. Тому нерідко писарі-монахи вичищали скребком текст старих книг і вписували новий (такий рукопис називається палімпсест), а у бібліотеках книги прикріплювали до столів ланцюгами.

## Застосування

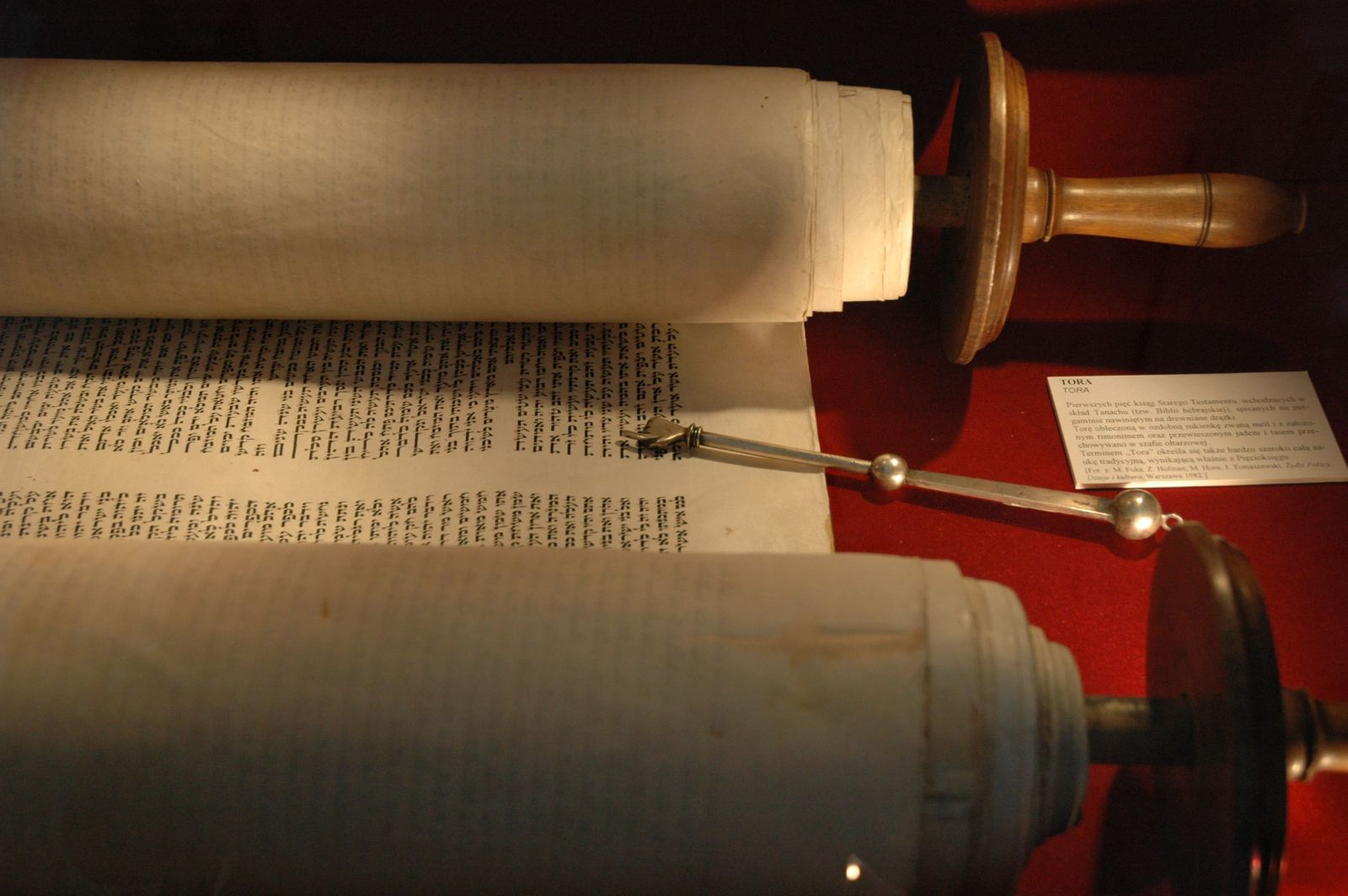
Сефер Тора: традиційною формою П'ятикнижжя єврейської Біблії є сувій пергаменту.

У Середньовіччі у Англії та Франції для виробництва пергаменту частіше всього застосовувалася теляча шкіра або овчина, в той час як в Італії більше застосовувалася козяча шкіра. Також використовувалися шкіри інших тварин, великих (наприклад коней) або маленьких (наприклад, вивірок або кролів). Шкіру віслюка для виробництва пергаменту не застосовували.
Термін зберігання пергаменту дуже залежав від вологості повітря. При вологості менше ніж 40 %, пергамент через втрату води, давав усадку, чорнила й кольоровий шар міг випасти. А при підвищеній вологості (понад 70 %), внаслідок нерівномірного розподілу вологи, пергамент ставав липким, аркуші деформувалися, могли склеюватися.
В історії друкарства був короткий період, коли пергамент та папір використовували паралельно: так, більшість копій Біблії Ґутенберґа є паперовими, але деякі копії надруковані на пергаменті. З пергаменту також виготовляли музичні інструменти, наприклад, барабани. Ще одне значення слово пергамент набуло вже пізніше.
Сьогодні пергаментом називають папір, який не пропускає жир. Пергамент використовують, наприклад, для пакування (насамперед в аптеці). Виготовляють такий папір шляхом обробки сірчаною кислотою.